# (3583) Burdett
(3583) Burdett est un astéroïde de la ceinture principale.

## Description
(3583) Burdett est un astéroïde de la ceinture principale. Il fut découvert le 5 octobre 1929 à Flagstaff par Clyde William Tombaugh. Il présente une orbite caractérisée par un demi-grand axe de 2,43 UA, une excentricité de 0,18 et une inclinaison de 2,8° par rapport à l'écliptique.

## Compléments